# 509년

## 연호
- 남량(南梁) 천감(天監) 8년
- 북위(北魏) 영평(永平) 2년

## 기년
- 남량(南梁) 무제(武帝) 8년
- 북위(北魏) 선무제(宣武帝) 10년
- 신라(新羅) 지증왕(智證王) 10년
- 고구려(高句麗) 문자명왕(文咨明王) 19년
- 백제(百濟) 무령왕(武寧王) 9년

지증왕이 동시전 설치 (삼국사기-신라본기 기준 지증왕 10년)